# Mariana Pajón
Mariana Pajón Londoño (* 10. Oktober 1991 in Medellín) ist eine kolumbianische Radsportlerin, die im BMX-Rennsport aktiv ist. Als zweifache Olympiasiegerin und mehrfache Weltmeisterin gehört sie zu den erfolgreichsten Fahrerinnen in der Geschichte dieses Sports.

## Sportliche Laufbahn
Mariana Pajón gewann ihren ersten Titel im Radsport im Alter von fünf Jahren. 2012 sowie 2016 wurde sie jeweils Olympiasiegerin im BMX-Rennen. 2012 war sie zudem die Fahnenträgerin der kolumbianischen Olympiamannschaft. Sie ist damit der bisher erfolgreichste lateinamerikanische Radsportler bei Olympischen Spielen (Stand 2016). Von 2008 bis 2016 gewann sie in jedem Jahr einen Titel bei Olympischen Spielen oder Weltmeisterschaften; insbesondere war sie dreimal Weltmeisterin in der prestigeträchtigsten Disziplin, dem BMX-Einzelrennen (2011, 2014, 2016). Auch die Weltcup-Gesamtwertung konnte sie dreimal auf ihren Namen schreiben (2013, 2015, 2021). 
Im September 2017 kündigte Pajón an, künftig auch auf der Bahn Rennen zu bestreiten. Sie suche eine neue Herausforderung. Bei den Juegos Bolivarianos im selben Jahr gewann sie mit Martha Bayona im Teamsprint. Im Mai 2018 stürzte sie schwer beim BMX-Weltcup und musste neun Monate pausieren. Nach ihrem Comeback gewann sie 2019 im BMX-Race bei den Panamerikaspielen die Goldmedaille. Auch sonst zeichnete sie sich häufig bei Wettkämpfen in Lateinamerika aus.
2021 wurde Mariana Pajón für die Teilnahme im BMX bei den Olympischen Spielen in Tokio nominiert. Dort gewann sie Silber im Finale. Bei ihrer vierten Olympia-Teilnahme geriet sie in ihrem letzten Halbfinallauf in eine Kollision und schied dadurch aus.

## Ehrungen
Nach ihrem Olympiasieg 2012 wurde Mariana Pajón mit dem kolumbianischen Orden de Boyacá ausgezeichnet und zur besten Sportlerin Lateinamerikas gewählt.
2016 wurde in Pajóns Heimatstadt Medellín eine neue BMX-Rennbahn eingeweiht und ihr zu Ehren auf den Namen Pista de Supercross BMX Mariana Pajón getauft. Auf dieser Bahn fanden im selben Jahr die BMX-Weltmeisterschaften statt, die Pajón gewann. Von der Vereinigung der Nationalen Olympischen Komitees (ANOC) wurde sie 2019 zur besten Sportlerin Amerikas gewählt.

## Erfolge

### BMX-Rennsport
2008
- Weltmeisterin – Cruiser (Junioren)

2009
- Weltmeisterin – BMX-Rennen, Cruiser (Junioren)

2010
- Weltmeisterin – Cruiser
- Panamerikameisterin – BMX-Rennen
- Zentralamerika- und Karibikspiele – BMX-Rennen
- Südamerikaspiele – BMX-Rennen, Cruiser

2011
- Weltmeisterin – BMX-Rennen
- Weltmeisterschaften – BMX-Zeitfahren
- Panamerikameisterin – BMX-Rennen
- Kolumbianische Meisterin – BMX-Rennen
- Panamerikaspielesiegerin – BMX-Rennen

2012
- Olympische Spiele – BMX-Rennen

2013
- Weltmeisterin – BMX-Zeitfahren
- Panamerikameisterin – BMX-Rennen
- Juegos Bolivarianos – BMX-Rennen, BMX-Zeitfahren
- Kolumbianische Meisterin – BMX-Rennen
- Weltcup: Gesamtwertung und zwei Rennen (Papendal, Chula Vista)

2014
- Weltmeisterin – BMX-Rennen
- Weltmeisterschaften – BMX-Zeitfahren
- Südamerikaspielesiegerin – BMX-Rennen, BMX-Zeitfahren
- Zentralamerika- und Karibikspiele – BMX-Rennen
- Kolumbianische Meisterin – BMX-Rennen
- Weltcup: zwei Rennen (Santiago del Estero, Chula Vista)

2015
- Weltmeisterin – BMX-Zeitfahren
- Panamerikameisterin – BMX-Zeitfahren
- Kolumbianische Meisterin – BMX-Rennen
- Weltcup: Gesamtwertung und drei Rennen (Papendal, Santiago del Estero, Rock Hill)

2016
- Olympische Spiele – BMX-Rennen
- Weltmeisterin – BMX-Rennen
- Weltmeisterschaften – BMX-Zeitfahren
- Panamerikameisterin – BMX-Rennen
- Kolumbianische Meisterin – BMX-Rennen

2017
- Juegos Bolivarianos – BMX-Rennen, BMX-Zeitfahren
- Weltmeisterschaften – BMX-Rennen
- Kolumbianische Meisterin – BMX-Rennen
- Weltcup: drei Rennen (Heusden-Zolder I, Santiago del Estero I und II)

2019
- Panamerikaspielesiegerin – BMX-Rennen
- Panamerikameisterin – BMX-Rennen
- Kolumbianische Meisterin – BMX-Rennen

2021
- Olympische Spiele – BMX-Rennen
- Panamerikameisterin – BMX-Rennen
- Weltcup: Gesamtwertung und zwei Rennen (Bogotá I und II)

2022
- Juegos Bolivarianos – BMX-Zeitfahren
- Südamerikaspiele – BMX-Rennen
- Panamerikameisterin – BMX-Rennen
- Kolumbianische Meisterin – BMX-Rennen
- Weltcup: ein Rennen (Bogotá IV)

2023
- Panamerikaspielesiegerin – BMX-Rennen
- Zentralamerika- und Karibikspiele – BMX-Rennen
- Kolumbianische Meisterin – BMX-Rennen

2024
- Panamerikameisterin – BMX-Rennen

### Bahn
2017
- Juegos Bolivarianos – Teamsprint (mit Martha Bayona)